# Latuf Madi
Pour les articles homonymes, voir Madi.
Latuf Madi, né le 23 février 1995, est un lutteur franco-comorien pratiquant la lutte gréco-romaine. Il dispute les compétitions internationales sous les couleurs des Comores.

## Carrière
Alors qu'il pratique le football, Latuf Madi se lance dans la lutte, suivant les conseils de son professeur d'éducation physique et sportive, et rejoint l'ASM Lutte en 2012. Il est médaillé de bronze au championnat de France senior en 2014 et devient champion de France en 2019.
Aux Jeux des îles de l'océan Indien 2023 à Madagascar, il remporte la médaille d'or dans la catégorie des moins de 61 kg en lutte libre. Il dispute avec son petit frère Yanisse les Championnats du monde de lutte 2023 à Belgrade ; il est éliminé dès le premier tour par le Français Léo Tudezca.
Il est médaillé de bronze dans la catégorie des moins de 60 kg aux Championnats d'Afrique de lutte 2024 à Alexandrie, devenant ainsi le premier lutteur comorien médaillé dans une compétition continentale majeure.